# Винклер, Густав
Гу́став Франдс Ви́льцек Ви́нклер (дат. Gustav Frands Wilzeck Winckler; 13 октября 1925, Копенгаген — 20 января 1979, Виборг) — датский певец, автор песен, декоратор, композитор и музыкальный продюсер. Первый представитель Дании на конкурсе песни «Евровидение-1957».

## Биография
Родился 13 октября 1925 года в Копенгагене. В начале своей карьеры работал декоратором. В 1948 году выиграл конкурс молодых талантов, проводившийся в Национальном театре, после чего его часто сравнивали с Бингом Кросби. В 1950 году сделал свои первые профессиональные записи, которые стали регулярно звучать в эфире датского радио. В 1950-е годы выступал с гастролями в Великобритании и ФРГ, как Гуннар Винклер и Сэм Пэйн.

### «Евровидение» и дальнейшая карьера
В 1957 году вместе с Бирте Вильке стал победителем датского национального отбора «Dansk Melodi Grand Prix» с песней «Skibet skal sejle i nat», став первыми представителями Дании на конкурсе песни «Евровидение», проходившем в немецком Франкфурте-на-Майне. Дебют Дании на конкурсе оказался наиболее успешным, страна заняла третье место с 10 баллами. Их выступление запомнилось 13-секундным поцелуем после его завершения. В 1964 и 1966 годах вновь участвовал в датском национальном отборе, но безуспешно.

### Гибель
Погиб 20 января 1979 года в Виборге в результате автокатастрофы в возрасте 53 лет. Похоронен на Гревском кладбище.

## Личная жизнь[1]
- Брат — Йорген Винклер (1920—1993), певец.
  - Племянница — Кейт Винклер.
  - Племянник — Томми Винклер.
- Жена (1951—1979) — Инге Винклер.
  - Сын — Михаэль Винклер (род. 1956), певец и музыкант.
    - Внучка — Жули Винклер.
    - Внук — Якоб Винклер.

  - Дочери — Сюзанна и Тина Винклер.

## Дискография

### Синглы
- 1957 — «Fata Morgana»
- 1957 — «Hele verden venter på vår»
- 1957 — «Kærlighedens Cocktail» (совместно с Бирте Вильке)
- 1957 — «Længslernes veje» (совместно с Бирте Вильке)
- 1957 — «Skibet skal sejle i nat»(совместно с Бирте Вильке)
- 1958 — «Alle veje fører til kærlighed»
- 1958 — «For altid» (совместно с Бирте Вильке)
- 1958 — «Soldater-kammerater»
- 1958 — «Soldier-Rock»
- 1959 — «Alt, hvad der er værd at få» (совместно с Грете Клитгаард)
- 1959 — «En veninde så dejlig som du»
- 1959 — «Engang bli'r det forår igen»
- 1959 — «Når jeg sidder og malker Marie»
- 1960 — «Sorg og glæde»
- 1961 — «Vi lever kun en enkelt gang»
- 1962 — «Sla-ba-du-ba-delle»
- 1964 — «Ugler i mosen» (совместно с Гретой Сонк)
- 1966 — «Salami»
- 1998 — «Gem et lille smil» (посмертно)
- 2014 — «Mens jeg har endnu endnu lille mor» (посмертно)
- 2018 — «Den rige og den fattige» (посмертно)
- 2018 — «Winter Wonderland» (посмертно)

## Фильмография
- 1954 — «Sukceskomponisten»
- 1958 — «Soldaterkammerater»
- 1959 — «Soldaterkammerater rykker ud»
- 1960 — «Soldaterkammerater på vagt»
- 1962 — «Lykkens musikanter»
- 1962 — «Prinsesse for en dag»
- 1965 — «Kik ind!»
- 1966 — «Fjernsynets ønskeprogram - Giro 413»
- 1966 — «Weekend 66»
- 1975 — «CPR 131025-0437: Kartoffelsanger»
- 1976 — «Mellem to stole»
- 1976 — «Vi du'r ikke til pindemadder»
- 2000 — «Temalørdag: Byfest og blokvogne» (архив)
- 2005 — «Dagens Danmark» (архив)